# الابعون (حبيش)

تعديل مصدري - تعديل

الابعون محلة تابعة لقرية نجد يعسك، التابعة لعزلة العارضة بمديرية حبيش إحدى مديريات محافظة إب في الجمهورية اليمنية، بلغ تعداد سكانها 41 حسب تعداد اليمن لعام 2004.